# 三洋信販

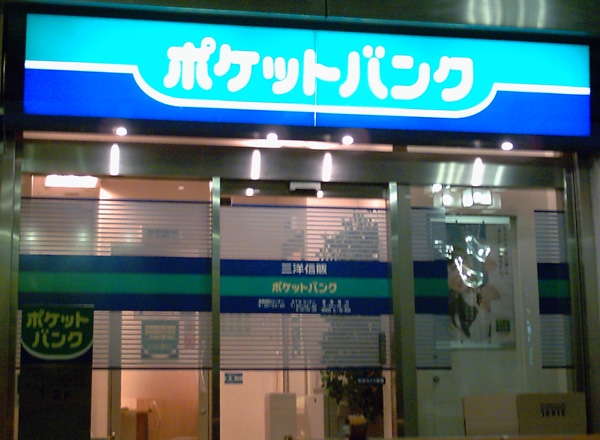
ポケットパンク店舗の一例

三洋信販株式会社（さんようしんぱん、Sanyo Shinpan Finance Co., Ltd.）は、かつて存在した日本の消費者金融業者。登録番号:福岡財務支局（9）第00015号。

## 概説
会社名に信販と付き、実際に個品割賦事業も行っていたが、消費者金融事業を主力としていたため、実態は俗に言う信販会社というよりも消費者金融専業に近い会社であった。「ポケットバンク」ブランドを展開していた。
本社を福岡市に置き、九州及び中国地方を主とする西日本が地盤だった。ただ後に東日本を中心として全国展開を試みた。傘下に、マイカルから事業を譲り受ける形でクレジットカード会社のポケットカード株式会社を擁した。
三洋電機や三洋証券とは、資本・人材共に一切無関係であった。

## 歴史
- 1959年10月 - 福岡県小倉市（現・北九州市）にて、三洋商事として創業。
- 1971年3月 - 本社を福岡県福岡市博多区に移転。
- 1993年9月 - 株式を店頭公開。
- 1994年12月 - 東京証券取引所2部、大阪証券取引所2部、福岡証券取引所に上場。
- 1995年6月 - ポケットバンクの展開開始。
- 1996年9月 - 東京証券取引所1部、大阪証券取引所1部に指定変え。
- 1999年
  - 3月 - 債権管理回収業を目的として三洋信販債権回収株式会社を設立。
  - 9月27日 - エージーカードの株式の66%を株式会社岩田屋から取得し、子会社化。
- 2000年1月 - さくら銀行などともに、さくらローンパートナー（後のアットローン株式会社）設立。
- 2001年4月 - マイカルカード（ポケットカードに社名変更）を買収して子会社化。
- 2002年12月 - 住友商事と共同で合弁会社の住商ポケットファイナンスを設立。
- 2003年5月 - ポケットカード株式会社が、伊藤忠商事グループと資本・業務提携
- 2004年
  - 2月 - ポケットカード株式会社が、ファミマクレジット（ファミリーマート子会社）と資本・業務提携
  - 3月 - 大阪証券取引所上場廃止。
  - アットローン株式会社の株式を三井住友銀行に売却。
- 2006年12月 - 顧客取引履歴を改竄（かいざん）していたとして、金融庁より貸金業規制法違反と判断され、全営業店業務停止命令の行政処分が下る。
- 2007年
  - 7月 - 同業のプロミス（現・SMBCコンシューマーファイナンス）による買収を受け入れ、一旦同社の子会社となった上で経営統合することを発表した。
  - 7月31日 - 25.20%の筆頭株主で創業家資産管理会社の朝日エンタープライズ株式会社をプロミスが買収・完全子会社化したため、プロミスの傘下に入る（創業家の個人的資産は、買収前に同名別会社に譲渡）。
  - 8月13日～9月13日 - 朝日エンタープライズが、三洋信販に対して3625円でTOBを実施（当初計画のプロミスによるTOBから変更）。その結果69.66%の株を取得、既保有分を含めて94.67%を保有するようになった。
  - 9月30日 - 創業者の椎木正和が代表職を退任、創業一族の手から離れる。
  - 12月19日 - 東証ならびに福証の上場廃止。
  - 12月26日 - TOB価格と同額の現金（3625円）を対価とする株式交換によって、朝日エンタープライズの完全子会社となる。
- 2008年9月11日 - CFJ株式会社（現・CFJ合同会社）と業務提携。同社の新規客を三洋信販へ誘導することが柱となる。
- 2010年10月1日 - 親会社である朝日エンタープライズ株式会社とともに、プロミス株式会社に吸収合併され解散[1]。

## 子会社
- ポケットカード株式会社（クレジットカード業） - マイカル倒産直前の2001年4月に、東証・大証一部上場のマイカルカードを買収・改称した。46.11%の株式を保有。
- 株式会社エージーカード（クレジットカード業） - 1999年9月27日に株式会社岩田屋から株式の66%を取得して子会社化。岩田屋、くまもと阪神のカードを発行している。
- 三洋エンタープライズ株式会社（通信関連機器販売代理業、保険代理業）
- 株式会社シー・ヴィ・シー（債権回収における調査業務）
- 三洋アセットマネジメント有限会社 - 100%間接保有。

### かつての子会社
- 三洋信販債権回収株式会社（債権回収会社） - 1999年3月設立で、通称は三洋信販サービサー。98.61%の株式保有。親会社の合併に伴い、プロミス系のパル債権回収株式会社と合併してアビリオ債権回収株式会社に商号変更。先に許可を得た三洋信販債権回収株式会社が存続会社となっている。法務省許可第5号。

## 関連会社
- 住商ポケットファイナンス株式会社 - 49.9%出資

## 事業中のCMイメージキャラクター
- ジェリー藤尾・渡辺友子夫妻（後に離婚）
- 飯島直子
- 安めぐみ、小畑麻美、坂本千夏（通称:「ポケットガールズ」）
- 山口美沙
- 鈴木亜美
- ブラッド・ピット
- CLOUD
- TOMATO CUBE

他

## 事件・事故
- 2004年1月、全顧客のデータが流出する事件が発生している。流出した個人情報を入手した団体から、顧客宛に架空請求や融資の勧誘（融資詐欺）などの郵便物が送りつけられている。2006年9月には、この個人情報がCD-ROMで出回っていることが週刊誌で報じられた。
- 2006年12月、受け取りすぎていた利息の返還額を抑えるために、顧客取引履歴を改竄していたことが発覚。この行為が貸金業規制法違反に当たると金融庁が判断し、12月20日に三洋信販全営業店に対し業務停止命令が下った。期間は2007年1月15日から1月26日の12日間（但し、弁済受領や債権保全などの保守業務は除く）。